# Chutulun
Chutulun (mongolsky: Хутулун Цагаан гүнж, „Bílá princezna Chutulun“) či Chotol (asi 1260–1306) byla mongolskou šlechtičnou, dcerou Kublajchánova bratrance Chajdua. Proslavila se jako válečnice a bojovnice obdařená neobyčejnou fyzickou silou. Ve svých dílech se o ní zmínili Marco Polo i perský historik Rašíd al-Dín Hamadání, kteří byli jejími současníky.

## Život
Chutulun se narodila kolem roku 1260 chánovi Chajduovi, vládci středoasijského Čagatajského chanátu. Skrze svého otce byla pravnučkou velkého chána Ögedeja a prapravnučkou Čingischána.
Vynikala v tradičních mongolských disciplínách (Nádam): jízdě na koni, lukostřelbě a zápasu. Svou případnou svatbu dokonce údajně vítězstvím nápadníka v mongolském zápasu podmínila a nikdy nebyla poražena, což jí vzhledem k tehdejšímu mongolskému zvyku sázet na vítězství koně údajně vyneslo desetitisícihlavé stádo. Dle tradice jsou její vítězství důvodem, proč se mongolští zápasníci odívají do vesty s otevřenou přední částí (zodog), která by odhalila poprsí případné zápasnice.

## Chutulun v kultuře
V roce 1710 publikoval francouzský orientalista François Pétis de La Croix knihu bajek a pohádek, ve které byl příběh Chutulun převyprávěn s řadou odchylek - princezna se v jeho verzi nazývala Turandot, byla dcerou čínského císaře a namísto zápasu museli nápadníci uhádnout tři hádanky a v případě neúspěchu byli popraveni.
Tato verze byla následně v 18. století pod názvem Turandot dramaticky zpracována Carlem Gozzim a o 160 let později také ve stejnojmenné nedokončené opeře Giacoma Pucciniho.
V seriálu Netflix Marco Polo (2014) byla ztvárněna Claudií Kim.